# Hoffman-Singletonov graf
Hoffman-Singletonov graf je v teoriji grafov 7-regularni neusmerjeni graf s 50 točkami in 175 povezavami. Je edini krepkopovezani graf s parametri (50,7,0,1). Skonstruirala sta ga Alan Jerome Hoffman in Robert R. Singleton pri klasifikaciji vseh Mooreovih grafov. Hoffman-Singletonov graf je Mooreov graf z največjim znanim redom. Ker je Mooreov graf v katerem ima vsaka točka stopnjo 7, njegov notranji obseg pa je 5, je tudi (7,5)-kletka. 

## Konstrukcija
Preprosta neposredna konstrukcija je naslednja: vzame se pet petkotnikov Ph in pet pentagramov Qi, tako da je točka j iz Ph sosednja točkam j-1,j+1 v Ph, točka j iz Qi pa je sosednja točkam j-2,j+2 v Qi. Nato se poveže točko j iz Ph s točko hi+j iz Qi. (Vsi indeksi mod 5.) 

## Algebrske značilnosti
Grupa avtomorfizmov Hoffman-Singletonovega grafa je grupa reda 252.000 izomorfna PΣU(3,52), poldirektnemu produktu projektivni posebni unitarni grupi PSU(3,52) s ciklično grupo reda 2, tvorjeno s Frobeniusovim avtomorfizmom. Hoffman-Singletonov graf je točkovno in razdaljnoprehoden, ter zato simetričen.
Karakteristični polinom Hoffman-Singletonovega grafa je:
{\displaystyle (x-7)(x-2)^{28}(x+3)^{21}\!\,.}
Hoffman-Singletonov graf je zaradi tega celoštevilski graf: njegov spekter v celoti sestavljajo le cela števila.